# Dragons de Clermont-Tonnerre
Les Dragons de Clermont-Tonnerre sont une ancienne unité de cavalerie française dissoute, qui combat dans l'Armée de Condé.

## Histoire
Le vicomte Gaspard Paulin de Clermont-Tonnerre (1753-1842), est mestre de camp du régiment Royal-Champagne cavalerie, puis colonel d’un nouveau  régiment le Royal-Guyenne (1780). Le régiment Royal-Guyenne est  formé en 1779 avec des escadrons des chevau-légers attachés aux régiments de cavalerie, nommé Orléanais en 1784. 
Le régiment Royal-Guyenne, commandé par le vicomte de Clermont-Tonnerre, prête, sur la place de l'Hôtel de Ville de Moulins, le 29 août 1789, le nouveau serment prescrit parle décret de l'assemblée nationale, suivant l'ordonnance du roi, en date du 14 du même mois. Il jure fidélité à la Nation, à la Loi, au Roi, avec promesse de ne jamais marcher contre les citoyens sans avoir été régulièrement requis par l'autorité militaire et l'autorité municipale. Le vicomte de Clermont-Tonnerre, commandant le régiment de Royal-Guyenne à Moulins, par sa conduite intelligente et ferme, évite les désordres. Les soldats sont patriotes, mais 1er janvier 1792, treize officiers du Royal-Guyenne-cavalerie émigrent, le colonel, M. de Clermont-Tonnerre, en tête, parce qu'ils ne veulent pas combattre contre les émigrés.
 Gaspard Paulin de Clermont-Tonnerre va être maréchal de camp dans l’armée de Condé. 
  En 1795, l’armée de Condé compte huit nouveaux régiments qui prennent les noms de leurs colonels. Les dragons de Clermont-Tonnerre sont un régiment de cadres. À Messenheim, en 1796, sur les bords du Rhin, le duc d'Enghien repousse les républicains. Il y a dans un bois un combat très vif, où les dragons de Clermont-Tonnerre et ceux de Fargues, non montés, qui ont été réunis à l'avant-garde. Ils font des prodiges de valeur . 
Du fait de multiples combats les effectifs deviennent insuffisants pour continuer à parler de régiment. Après les campagnes de 1795 et 1796 les dragons de Clermont-Tonnerre sont incorporés dans le régiment du Dauphin.
Gaspard Paulin de Clermont-Tonnerre survit. Sous la Restauration, il est Lieutenant-général des armées du roi le 23 juin 1814, créé prince romain le 12 décembre 1823, titre confirmé le 1er août 1911, mais non autorisé en France. Il est aussi Grand-croix de l'Ordre de Saint-Louis en 1823 et  Pair de France. Gaspard Paulin de Clermont-Tonnerre est le père du ministre Aimé Marie Gaspard de Clermont-Tonnerre.